# Stimpfach
Stimpfach – miejscowość i gmina w Niemczech, w kraju związkowym Badenia-Wirtembergia, w rejencji Stuttgart, w regionie Heilbronn-Franken, w powiecie Schwäbisch Hall, wchodzi w skład wspólnoty administracyjnej Crailsheim. Leży nad rzeką Jagst, ok. 28 km na wschód od Schwäbisch Hall, przy drodze krajowej B290 i linii kolejowej Stuttgart–Amberg.

## Współpraca
Miejscowość partnerska:
- Holzhau – dzielnica Rechenberg-Bienenmühle, Saksonia